# AlRawabi School for Girls
 (décembre 2021).
La mise en forme du texte ne suit pas les recommandations de Wikipédia : il faut le « wikifier ».
Les points d'amélioration suivants sont les cas les plus fréquents. Le détail des points à revoir est peut-être précisé sur la page de discussion.
- Les titres sont pré-formatés par le logiciel. Ils ne sont ni en capitales, ni en gras.
- Le texte ne doit pas être écrit en capitales (les noms de famille non plus), ni en gras, ni en italique, ni en « petit »…
- Le gras n'est utilisé que pour surligner le titre de l'article dans l'introduction, une seule fois.
- L'italique est rarement utilisé : mots en langue étrangère, titres d'œuvres, noms de bateaux, etc.
- Les citations ne sont pas en italique mais en corps de texte normal. Elles sont entourées par des guillemets français : « et ».
- Les listes à puces sont à éviter, des paragraphes rédigés étant largement préférés. Les tableaux sont à réserver à la présentation de données structurées (résultats, etc.).
- Les appels de note de bas de page (petits chiffres en exposant, introduits par l'outil «  Source ») sont à placer entre la fin de phrase et le point final[comme ça].
- Les liens internes (vers d'autres articles de Wikipédia) sont à choisir avec parcimonie. Créez des liens vers des articles approfondissant le sujet. Les termes génériques sans rapport avec le sujet sont à éviter, ainsi que les répétitions de liens vers un même terme.
- Les liens externes sont à placer uniquement dans une section « Liens externes », à la fin de l'article. Ces liens sont à choisir avec parcimonie suivant les règles définies. Si un lien sert de source à l'article, son insertion dans le texte est à faire par les notes de bas de page.
- La présentation des références doit suivre les conventions bibliographiques. Il est recommandé d'utiliser les modèles {{Ouvrage}}, {{Chapitre}}, {{Article}}, {{Lien web}} et/ou {{Bibliographie}}. Le mode d'édition visuel peut mettre en forme automatiquement les références.
- Insérer une infobox (cadre d'informations à droite) n'est pas obligatoire pour parachever la mise en page.

Pour une aide détaillée, merci de consulter Aide:Wikification.
Si vous pensez que ces points ont été résolus, vous pouvez retirer ce bandeau et améliorer la mise en forme d'un autre article.
AlRawabi School for Girls ou AlRawabi : Écoles pour filles au Québec (en arabe : مدرسة الروابي للبنات, Madrasat al-Rawābi lil-Banāt) est une série télévisée dramatique jordanienne réalisée par Tima Shomali (en) et diffusée sur Netflix depuis le 12 août 2021.
La première saison en six épisodes est diffusée en 32 langues et dans 190 pays. Elle est doublée dans plus de 9 langues, dont l'anglais, l'espagnol, l'italien, le français, l'allemand et le turc. C'est la deuxième série originale jordanienne de Netflix après Jinn.
À l'origine produite comme une mini-série, elle est finalement renouvelée en mai 2022 pour une deuxième saison diffusée le 15 février 2024 sur la plateforme.

## Synopsis

### Saison 1
Mariam, élève dans une école pour fille de l'élite d'Amman en Jordanie, devient la victime d'intimidation de la part des filles les plus populaires du lycée. Elle décide alors de se venger, notamment grâce à l'aide d'autres élèves harcelées. Mais sa soif de vengeance commence à l'aveugler quant aux conséquences de ses actes.

### Saison 2
Sarah, une nouvelle élève, veut s'intégrer. En diffusant des vidéos sur sa nouvelle école, elle obtient de l'audience sur les réseaux sociaux et devient soudainement populaire, notamment auprès de Tasneem. Mais Sarah va bientôt mettre les doigts dans l'engrenage des réseaux sociaux jusqu'au point de non-retour.

## Thématiques
La série aborde les thèmes du harcèlement scolaire, de vengeance, des violences faites aux femmes et du patriarcat.

## Distribution

### Principaux

#### Saison 1
- Andria Tayeh (VF : Emmylou Homs) : Mariam
- Rakeen Saad (en) (VF : Adeline Chetail) : Noaf
- Noor Taher (VF : Zina Khakhoulia) : Layan
- Yara Mustafa (VF : Camille Donda) : Dina
- Joanna Arida (VF : Jessica Monceau) : Rania
- Salsabiela Ahmed (VF : Léopoldine Serre) : Ruqayya

#### Saison 2
- Tara Abboud (VF : Clara Soares) : Sarah
- Tara Atalla (VF : Sara Chambin) : Nadeen
- Sarah Youseff (VF : Youna Noiret) : Tasneem
- Kira Yaghnam (VF : Marie Tirmont) : Hiba
- Thalia Elansari (VF : Camille Gondard) : Shams
- Raneem Haithamm (VF : Camille Donda) : Farah

### Récurrents

#### Saison 1
- Nadera Emran (VF : Frédérique Tirmont) : Faten Qadi
- Reem Saadeh (VF : Marie Bouvier) : Mlle Abeer (saisons 1 et 2)
- Jana Zeineddine : Laila
- Ahmad Hamdan (VF : Clément Moreau (acteur)) : Laith Radwan

#### Saison 2
- Tima Shomali (VF : Barbara Beretta) : Madame Farida
- Mohammad Nizar (VF : Alexandre Nguyen) : Omar
- Laith Abweh (VF : Hervé Grull) : Ali
- Karen Wazen (VF : Charlotte Correa) : Elle-même

Version française
dirigée par Nathanel Alimi au studio Lylo Media Group (saison 1), puis au studio Cinéphase (saison 2), d'après une adaptation des dialogues de Louise Fudym (saison 1) et de Frédéric Alameunière (saison 2).
 Source et légende : version française (VF) sur RS Doublage

## Épisodes

### Saison 1
1. Le lycée était mon endroit préféré
2. Que la meilleure gagne !
3. On récolte ce que l'on sème
4. Morceau de verre brisé
5. Puis elle est devenue distante
6. Le calme avant la tempête

### Saison 2
1. Nouveaux départs
2. Violet chic
3. Rencontre ta candidate préférée
4. On y était !
5. L'uniforme sacré
6. Si c'était à refaire…

## Production

### Développement
Lorsque Tima Shomali a développé l'idée d'AlRawabi School for Girls, elle ne pensait pas spécifiquement à une sortie sur Netflix. Selon une interview accordée par Shomali à Amman TV (et résumée par Al Bawaba), « la plate-forme mondiale de streaming a adoré l'émission et l'a traduite en plusieurs langues ». Shomali indique également dans la même interview que son objectif était de créer un dialogue sur le concept d'intimidation, car lorsqu'elle effectuait le montage, le terme « n'était pas utilisé, et nous ne savions pas ce que l'intimidation signifiait, mais nous l'avons vécu et n'était pas au courant.» Shomali commente son intention de présenter la voix des femmes, « une chose qui me manque toujours dans la plupart des émissions qui parlent des femmes, c'est la perception qu'elles ont de leurs problèmes. J'ai donc réuni autour de moi une brillante équipe de femmes pour travailler au développement et à l'exécution de la vision créative du spectacle. Ensemble, nous avons imaginé et construit les éléments du monde d'Al Rawabi, à partir des personnages, de la scénographie, des couleurs, de l'éclairage et même de la musique,.» Plus tard, le 13 avril 2019, Shomali annonce à ses abonnés sur Facebook qu'elle travaille à la création d'une série originale en arabe sur Netflix, en collaboration avec sa société de production jordanienne Filmizion Productions, intitulée AlRawabi School for Girls.
En mai 2022, bien qu'initialement prévue comme une mini-série, Netflix annonce que la série aura une saison 2. 
En mai 2023, après deux mois de tournage, les prises de vues pour la saison 2 sont terminées.
En janvier 2024, Netflix publie le teaser de la saison 2, dont la date de sortie est prévue le 15 février 2024.

### Attribution des rôles
Travaillant aux côtés de la romancière Shirin Kamal, Tima Shomali créé une série dramatique dont les principaux rôles sont des femmes, qui se déroule dans une école pour filles et explore les idées de vengeance et d'intimidation. Elles ont choisi de "nouveaux visages" et ont permis aux acteurs de choisir les personnages qu'ils voulaient incarner.
Pour la saison 2, Tara Abboud, Thalia Alansari, Sarah Youseff, Kira Yaghnam, Tara Atalla et Raneem Haitham obtiennent un rôle.

### Réception
Selon la psychologue jordanienne Samira H., AlRawabi School for Girls, « dépeint l'impact significatif du harcèlement sur la santé mentale des jeunes filles ». Elle déclare également qu'elle espère que « des histoires comme celle décrite dans la série encouragent les parents et les écoles à être plus sympathiques avec ceux qui sont victimes d'intimidation afin qu'ils ne se sentent pas si seuls ».
Sur la plateforme Netflix, la série détient la mention "Parmi les plus aimés", signifiant qu'elle a reçu un nombre considérable de "j'aime".

## Voir également
- Une petite princesse
- Une voix silencieuse
- Des garçons au-dessus des fleurs
- Cobra Kai
- Élite
- bruyères
- Méchantes filles
- Fille étrange dehors